# Mike Rann
Michael David Rann (ur. 5 stycznia 1953 w Kencie) – australijski polityk, premier Australii Południowej, przywódca Partii Pracy w Australii Południowej.
Ukończył studia na uniwersytecie w Auckland, w 1977 przeniósł się do Adelaide, gdzie pracował dla ówczesnego premiera Dona Dunstana.
Po raz pierwszy został wybrany do parlamentu stanowego w 1985, objął wtedy funkcję ministra ds. zatrudnienia i szkolnictwa wyższego.
W 1993 po przegranych wyborach parlamentarnych został wybrany na przywódcę południowoaustralijskiej Partii Pracy, w 2001 po wygranych wyborach został premierem stanu.

## Odznaczenia
- Companion Orderu Australii – 2016[1]
- Medal Stulecia – 2001[2]
- Krzyż Komandorski Orderu Zasługi RP – Polska, 2005[3]
- Companion Orderu Nowozelandzkiego Zasługi – Nowa Zelandia, ogłoszenie 2008[4]